# Valdimar
Valdimar is een IJslandse indiepop- en rockband die in 2009 werd opgericht als een duo tussen Valdimar Guðmundsson en Ásgeir Aðalsteinsson, beide afkomstig van Keflavík.
Guðlaugur Guðmundsson, Þorvaldur Halldórsson, Kristinn Evertsson en Högni Þorsteinsson zijn later bij de groep gekomen. Nu is het een 6-mansformatie. Als ze live spelen, voegen ze drie tot vier mensen toe als deel van de blazerssectie.
De band bracht in 2010 zijn debuutalbum Undraland uit, dat zowel kritisch als commercieel succesvol was in IJsland. Vier singles van dat album schopten het zelfs tot een top 10-notering in IJsland, onder andere hun grootste hit "Yfirgefinn", een van de meest gespeelde nummers van 2011 in IJsland. Daarna volgde het album Um stund, dat in oktober 2012 werd uitgebracht.

## Discografie

### Albums
- 2010: Undraland
- 2012: Um stund

### Singles
| Jaar | Single                           | Hoogste positie | Album     |
| Jaar | Single                           | IJsland         | Album     |
| ---- | -------------------------------- | --------------- | --------- |
| 2010 | "Hverjum degi nægir sín þjáning" |                 | Undraland |
| 2011 | "Yfirgefinn"                     | 1               | Undraland |
| 2012 | "Yfir borgina"                   | 6               | Um stund  |
| 2012 | "Sýn"                            | 6               | Um stund  |
| 2013 | "Beðið eftir skömminni"          | 6               | Um stund  |

## Bronverwijzing
1. ↑  Iceland Airwaves: Valdimar biografie (gearchiveerd)